# Bruno and the Banana Bunch
Bruno and the Banana Bunch (Brasil: Bruno e os Bananamigos ou Bruno e a Banda Bananamigos / Portugal: Bruno e o Clube da Banana) é uma série de desenho animado canadense produzida pela Cuppa Coffee Studios, Collideascope Digital Productions e CBC Television e desenvolvida pela CBC Television de 7 de abril de 2007 até 15 de dezembro de 2012. No Brasil, a série estreou no Discovery Kids e TV Escola, e em Portugal, estreou no RTP.

## Enredo
Bruno and the Banana Bunch é sobre Bruno o macaco e seus amigos que aprendem sobre o mundo ao seu redor.

## Personagens
- Bruno

## Episódios
| #  | Títulos         | Dirigido por | Escrito por | Estreias           |
| -- | --------------- | ------------ | ----------- | ------------------ |
| 1a | "Big Top Bruno" | —            | —           | 7 de abril de 2007 |